# Сизовский сельский совет (Крым)
Сизовский сельский совет (укр. Сизівська сільська рада, крымскотат. Saya köy şurası) — согласно законодательству Украины — административно-территориальная единица в Сакском районе Автономной Республики Крым.
Население по переписи 2001 года — 3421 человек, площадь сельсовета 255 км².
К 2014 году состоял из 4 сёл:
- Сизовка
- Водопойное
- Ильинка
- Луговое

## История
Саинский сельский совет был образован, видимо, в 1930-е годы, поскольку на 1940 год он уже существовал в составе Сакского района Крымской АССР. Указом Президиума Верховного Совета РСФСР от 21 августа 1945 года Саинский сельсовет был переименован в Сизовский. С 25 июня 1946 года сельсовет в составе Крымской области РСФСР, а 26 апреля 1954 года Крымская область была передана из состава РСФСР в состав УССР. На 15 июня 1960 года в составе совета числились сёла:

| - Барановка - Васильково - Водопойное | - Выпасное - Дальнее - Журавлёвка | - Ильинка - Луговое - Сизовка | - Тюльпановка |

Указом Президиума Верховного Совета УССР «Об укрупнении сельских районов Крымской области», от 30 декабря 1962 года сельсовет присоединили к Евпаторийскому району. 1 января 1965 года, указом Президиума ВС УССР «О внесении изменений в административное районирование УССР — по Крымской области», Евпаторийский район был упразднён и совет включили в состав Сакского (по другим данным — 11 февраля 1963 года).
К 1968 году было упразднено Васильково, к 1977 году — Барановка, Выпасное и Тюльпановка. 16 сентября 1986 года ликвидировано Дальнее, 22 сентября 2006 года — Журавлёвка. С 12 февраля 1991 года сельсовет в восстановленной Крымской АССР, 26 февраля 1992 года переименованной в Автономную Республику Крым. С 21 марта 2014 года в составе Крыма аннексирован Россией. Законом «Об установлении границ муниципальных образований и статусе муниципальных образований в Республике Крым» от 4 июня 2014 года территория административной единицы была объявлена муниципальным образованием со статусом сельского поселения.